# 訃報 2025年
訃報 2025年（ふほう 2025ねん）は、2025年（令和7年）中に物故し、又は物故が報道・告知された人物を纏めたものである。詳細は月別訃報記事を参照のこと。

## 月別の訃報記事一覧
- 訃報 2025年1月
- 訃報 2025年2月
- 訃報 2025年3月

### 新聞社お悔やみ
- 日本経済新聞おくやみ
- 朝日新聞おくやみ
- 毎日新聞おくやみ
- 産経新聞おくやみ
- 読売新聞おくやみ
- 東京新聞おくやみ

### 通信社お悔やみ
- 共同通信おくやみ
- 時事通信おくやみ